# Sauk Centre
Sauk Centre is een plaats (city) in de Amerikaanse staat Minnesota, en valt bestuurlijk gezien onder Stearns County.

## Demografie
Bij de volkstelling in 2000 werd het aantal inwoners vastgesteld op 3930.
In 2006 is het aantal inwoners door het United States Census Bureau geschat op 3909, een daling van 21 (-0.5%).

## Geografie
Volgens het United States Census Bureau beslaat de plaats een oppervlakte van
10,3 km², waarvan 9,6 km² land en 0,7 km² water. Sauk Centre ligt op ongeveer 381 m boven zeeniveau.

## Plaatsen in de nabije omgeving
De onderstaande figuur toont nabijgelegen plaatsen in een straal van 20 km rond Sauk Centre.

## Geboren
- Sinclair Lewis (1885-1951), schrijver en Nobelprijswinnaar (1930)